# Шаттик
Шатти́к (каз. Шаттық) — село у складі Мактааральського району Туркестанської області Казахстану. Входить до складу Мактааральського сільського округу.
До 2001 року село називалось Дружба.
Населення — 577 осіб (2021; 1319 у 2009, 1648 у 1999, 326 у 1989).